# Caramaschia singularis
 (septembre 2021).
Genre
Espèce
Caramaschia singularis, unique représentant du genre Caramaschia, est une espèce d'opilions laniatores de la famille des Gonyleptidae.

## Distribution
Cette espèce est endémique de Bahia au Brésil. Elle se rencontre vers Itagibá.

## Description
La carapace du mâle holotype mesure 1,65 mm de long sur 1,70 mm et l'abdomen 1,47 mm de long sur 1,53 mm.

## Étymologie
Ce genre est nommé en l'honneur d'Ulisses Caramaschi.

## Publication originale
- Kury, 2002 : « A new genus of Tricommatinae from Eastern Brazil (Opiliones Laniatores Gonyleptidae). » Tropical Zoology, vol. 15, p. 209–218.